# Benavente (Spanje)
Benavente is een gemeente in de Spaanse provincie Zamora in de regio Castilië en León met een oppervlakte van 45,12 km². Benavente telt 18.315 inwoners (1 januari 2016).

## Demografische ontwikkeling
Bron: INE; 1857-2011: volkstellingen